# Sybra nigrolineata
Sybra nigrolineata là một loài bọ cánh cứng trong họ Cerambycidae.